# Eduardo Avaroa (província)
Eduardo Avaroa é uma província da Bolívia localizada no departamento de Oruro, sua capital é a cidade de Challapata.